# Agony
Agony je drugi studijski album talijanskog simfonijskog death metal-sastava Fleshgod Apocalypse. Album je 9. kolovoza 2011. godine objavila diskografska kuća Nuclear Blast.

## O albumu
Agony je bio sniman tijekom 2011. godine u studiju 16th Cellar u Rimu. Radi promidžbe albuma sastav je snimio i dva glazbena spota; dana 18. srpnja 2011. godine objavljen je spot za pjesmu "The Violation" te je 22. prosinca 2012. objavljen spot za pjesmu "The Forsaking".

## Popis pjesama
| 1.    | »Temptation« (instrumental) | 1:47 |
| 2.    | »The Hypocrisy«             | 5:31 |
| 3.    | »The Imposition«            | 4:58 |
| 4.    | »The Deceit«                | 6:03 |
| 5.    | »The Violation«             | 4:19 |
| 6.    | »The Egoism«                | 6:22 |
| 7.    | »The Betrayal«              | 5:31 |
| 8.    | »The Forsaking«             | 5:37 |
| 9.    | »The Oppression«            | 6:04 |
| 10.   | »Agony« (instrumental)      | 3:34 |
| 49:56 |                             |      |

| Bonus pjesme sa iTunes inačice | Bonus pjesme sa iTunes inačice | Bonus pjesme sa iTunes inačice | Bonus pjesme sa iTunes inačice | Bonus pjesme sa iTunes inačice | Bonus pjesme sa iTunes inačice | Bonus pjesme sa iTunes inačice | Bonus pjesme sa iTunes inačice | Bonus pjesme sa iTunes inačice | Bonus pjesme sa iTunes inačice |
| Br.                            | Skladba                        | Trajanje                       |                                |                                |                                |                                |                                |                                |                                |
| ------------------------------ | ------------------------------ | ------------------------------ | ------------------------------ | ------------------------------ | ------------------------------ | ------------------------------ | ------------------------------ | ------------------------------ | ------------------------------ |
| 11.                            | »Heartwork« (obrada Carcassa)  | 4:23                           |                                |                                |                                |                                |                                |                                |                                |
| 54:09                          |                                |                                |                                |                                |                                |                                |                                |                                |                                |

## Recenzije
Max Lussier, glazbeni kritičar sa stranice The NewReview, dodijelio je albumu tri od pet bodova te izjavio kako se Agony "uvelike razlikuje od svojih prethodnika". Iako je pohvalio brz tempo pjesama te gitaristički i bubnjarski rad, komentirao je kako su orkestralni dijelovi sačinjavali "prevelik dio zvuka na albumu" što je rezultiralo time da je "zvuk gitare [postao] lagano prigušen i izgubljen u mješavini".

## Zasluge
| Fleshgod Apocalypse - Paolo Rossi – čisti vokali, bas-gitara - Francesco Paoli – bubnjevi, gitara, prateći vokali - Cristiano Trionfera – gitara, prateći vokali, orkestracija - Tommaso Riccardi – grubi vokali, gitara, orkestracija - Francesco Ferrini – klavir, orkestracija | Dodatni glazbenici - Veronica Bordacchini – vokali (na pjesmama 1 i 6) Ostalo osoblje - Stefano Morabito – produkcija, miksanje, mastering - Marco Hasmann – naslovnica, ilustracije - David Schivo – fotografija |